# Fritz Bronsart von Schellendorf
Fritz Bronsart von Schellendorf, né le 16 juin 1864 à Berlin décédé le 23 janvier 1950, est un militaire allemand engagé au service de l'armée ottomane. Il est en particulier présenté comme l'un des responsables des déportations d'Arméniens au cours du génocide.

## Famille
Friedrich est le fils du général prussien et ministre de la Guerre Paul Bronsart von Schellendorff et grandit dans son manoir de Schettnienen (de). Comme tous ses frères, il poursuit une carrière militaire et épouse sa cousine Veronica Bronsart von Schellendorff (1867-1968) à Schwerin en 1887.